# Ervín Kováč
Ervín Kováč noto anche come Ervín Kovács (16 giugno 1911 – 30 ottobre 1972) è stato un calciatore slovacco.